# Saison 7 du Disney Parade
Chronologie
Saison 6 Saison 8
Voici le détail de la septième saison de l'émission Disney Parade diffusée sur TF1 du 4 septembre 1994 au 27 août 1995.

## Animateurs et fiche technique

### Les animateurs
Tout au long de son existence l’émission a eu de manière quasi-ininterrompue deux animateurs. Ce tandem fille/garçon reposait au cours de cette saison sur :
- Jean-Pierre Foucault
- Séverine Clair (à partir de l'émission du dimanche 16 octobre 1994)

### Fiche de l'émission
- Réalisation : Laurent Villevielle
- Production : Gérard Louvin
- Société de production : Buena Vista Television

## Courts-métrages classiques diffusés
- Donald Duck
- Dingo
- Pluto
- Silly Symphonies

### Liste des courts-métrages classiques
Les dessins animés de l’émission étaient annoncés dans la rubrique Télé Disney du Journal de Mickey.
Voici une liste non exhaustive de ces derniers :
- Le Marsupilami, épisode Un éléphant sans défense (émission du 11 septembre 1994)
- Le Marsupilami, un épisode (émission du 18 septembre 1994)
- Le Voyage de Mickey (émission du 2 octobre 1994)
- Le Dragon mécanique (émission du 16 octobre 1994)[1]
- Le Marsupilami, épisode La partie de Tache tache (émission du dimanche 23 octobre 1994)
- Comment avoir un accident à la maison (émission du dimanche 30 octobre 1994)
- Le Marsupilami, épisode Cropsy le magnifique (émission du dimanche 6 novembre 1994)
- Le Marsupilami, épisode Londres d'un doute (émission du dimanche 20 novembre 1994)
- Chasse gardée et des extraits du film Le Roi lion (émission du dimanche 27 novembre 1994)[2]
- Un sommeil d'ours (émission du dimanche 4 décembre 1994)
- Le Planeur de Dingo émission du dimanche 11 décembre 1994)
- Un dessin animé avec Pluto (émission du 1er janvier 1995)
- La Cigale et la Fourmi (émission du 8 janvier 1995)
- Le Miel de Donald (émission du 22 janvier 1995)
- Humphrey va à la pêche (émission du 29 janvier 1995)
- Un court-extrait des Aristochats (émission du 5 février 1995)
- Un court-extrait des Aristochats (émission du 19 février 1995)
- Un dessin animé avec Donald (émission du 26 février 1995)
- Dingo va à la chasse (émission du 5 mars 1995)
- Des extraits du Roi lion (émission du 12 mars 1995)
- Le Petit Indien (émission du 19 mars 1995)
- Un extrait de Pinocchio (émission du 16 avril 1995)
- Les Revenants solitaires (émission du 23 avril 1995)
- Déboires sans boire (émission du 7 mai 1995)
- Chasse gardée (émission du 14 mai 1995)[3]
- Le pull-over de Pluto[4] (émission du 21 mai 1995)
- Dingo professeur (émission du 4 juin 1995)
- Le Grand Méchant Loup (émission du 11 juin 1995)
- La Souris volante (émission du 18 juin 1995)
- Chien d'arrêt (émission du 2 juillet 1995)
- Donald et son double(émission du 9 juillet 1995)
- Donald gagne le gros lot et un extrait de La Belle au Bois Dormant (émission du 16 juillet 1995)[5]
- Nettoyeurs de pendules (émission du 23 juillet 1995)
- Donald capitaine des pompiers (émission du 30 juillet 1995)
- Trois petits orphelins (émission du 6 août 1995)
- Un dessin animé avec Donald (émission du 13 août 1995)
- L'histoire d'Anyburg (émission du 20 août 1995)
- Voix de rêve (émission du 27 août 1995)[6]

## Le Monde Merveilleux de Disney
Le contenu du Monde merveilleux de Disney était annoncé dans la rubrique Télé Disney du Journal de Mickey.
Voici une liste non exhaustive de ces derniers :

### Liste des épisodes de séries
- Diligence Express, un épisode (émission du dimanche 11 septembre 1994)
- L'indestructible, premier épisode (émission du dimanche 25 septembre 1994)
- L'indestructible, second épisode (émission du dimanche 2 octobre 1994)
- Doublement votre' (émission du 16 octobre 1994) [1]
- Super flics, épisode Brise cœur (émission du dimanche 23 octobre 1994)
- Herbie, un amour de Coccinelle: On l'appelle Dr Herbie (émission du dimanche 30 octobre 1994)
- Célébrités d'Halloween (émission du dimanche 6 novembre 1994)
- À travers les plaines (émission du dimanche 20 novembre 1994)
- Noël à l'unisson (émission du dimanche 27 novembre 1994)
- Un Noël Disney (émission du dimanche 4 décembre 1994), un mélange d'extraits de dessins animés combinant:
  - Donald emballeur, scène où Donald s'occupe d'un trombone
  - Mickey patine
  - Donald emballeur, scène où Donald se retrouve sans vareuse après le passage d'un torrent d'objet et s'occupe d'un colis fragile
  - L'Arbre de Noël de Pluto
  - Donald emballeur, scène où Donald fait sembler de travailler et s'occupe d'un colis à expédier en urgence
  - Bambi, scène où Bambi découvre la neige et joue à glisser sur un lac gelé avec PanPan
  - Donald emballeur, scène où Donald se fait asperger de chocolat chaud
  - Peter Pan, scène où Wendy recoud ensuite l'ombre de Peter Pan, avant de s'envoler pour le Pays imaginaire
  - Donald emballeur, scène où Donald apprend une bonne nouvelle
  - Les Trois Caballeros, scène de La Piñata
  - Donald et son arbre de Noël
  - Donald emballeur, scène où Donald empaquète une chaise à bascule
  - Cendrillon, scène où la bonne fée transforme une citrouille en un carrosse, les quatre souris en chevaux, le cheval de la maisonnée en cocher, le chien Pataud en valet de pied et les guenilles de Cendrillon en une robe blanche immaculée avec des pantoufles de verre
  - Donald emballeur, scène où Donald empaquète un paquet avec un luttin à ressort jusqu'à la fin du dessin-animé
  - Les jouets du Père Noël
  - Aladdin, scène ou Aladdin rencontre Jasmine
- La hotte magique (émission du dimanche 11 décembre 1994)
- Première partie de Le gang des justiciers (émission du 25 décembre 1994)
- Seconde partie de Le gang des justiciers (émission du 1er janvier 1995)
- Première partie de Splash Too (émission du 8 janvier 1995)
- Seconde partie de Splash Too (émission du 22 janvier 1995)
- Troisième partie de Le gang des justiciers (émission du 29 janvier 1995)
- Un épisode de Un vrai petit génie, épisode Faussaire et compagnie (émission du 5 février 1995)
- Un épisode de Un vrai petit génie, épisode L'énigme du Golden Rail Express (émission du 12 février 1995)
- Un épisode de Un vrai petit génie (émission du 19 février 1995)
- Première partie de Rock n roll mom (émission du 26 février 1995)
- Seconde partie de Rock n roll mom (émission du 5 mars 1995)
- L'épisode Tout feu, toute flamme de la série Le gang des justiciers (émission du 12 mars 1995)
- Première partie de La montagne du courage (émission du 19 mars 1995)
- Seconde partie de La montagne du courage (émission du 2 avril 1995)
- Un épisode de Chevalier lumière (émission du 16 avril 1995)
- Donald Dingue dans Man is His Own Worst Enemy (émission du 23 avril 1995)
- L'épisode Au son de la cornemuse de la série Le gang des justiciers (émission du 30 avril 1995)
- Première partie de Ti Top et Jim Jam (émission du 7 mai 1995)
- Seconde partie de Ti Top et Jim Jam (émission du 14 mai 1995)[3]
- Ma ville[4] (émission du 21 mai 1995)
- La montagne sacrée (émission du 4 juin 1995)
- Joyeux anniversaire Donald (émission du 11 juin 1995)
- Un torrent de folie (émission du 18 juin 1995)
- Man in space (émission du 25 juin 1995)
- Première partie de Drôle de héros (émission du 2 juillet 1995)
- Seconde partie de Drôle de héros (émission du 9 juillet 1995)
- La première partie de l'épisode Coup de tonnerre dans le ciel de Davy Crockett (émission du 16 juillet 1995)[5]
- La seconde partie de l'épisode Coup de tonnerre dans le ciel de Davy Crockett (émission du 23 juillet 1995)
- L'épisode L'homme de la forêt de Davy Crockett (émission du 30 juillet 1995)
- L'épisode L'ange gardien de Davy Crockett (émission du 6 août 1995)
- L'épisode Lettre à Polly de Davy Crockett (émission du 13 août 1995)
- L'épisode L'adieu du guerrier de Davy Crockett (émission du 20 août 1995)
- L'épisode Buffalo qui ? de Le gang des justiciers (émission du 27 août 1995)[6]

## Thèmes et reportages des émissions
Ci-dessous une liste non-exhaustive des lieues de tournage répertoriés:

| Date                       | Lieu                                                             |
| -------------------------- | ---------------------------------------------------------------- |
| dimanche 4 septembre 1994  |                                                                  |
| dimanche 11 septembre 1994 | Le décor de l'Euro Disneyland Railroad avec Auguste Durand-Reuil |
| dimanche 18 septembre 1994 |                                                                  |
| dimanche 25 septembre 1994 |                                                                  |
| dimanche 2 octobre 1994    | Le décor du Mark Twain Riverboat avec Davy Crokett               |
| dimanche 9 octobre 1994    |                                                                  |
| dimanche 16 octobre 1994   | Les toits d'Adventureland Bazar                                  |
| dimanche 23 octobre 1994   | Le décor du Mike Fink Keel Boats                                 |
| dimanche 30 octobre 1994   | Le décor des canoës à Adventureland                              |
| dimanche 6 novembre 1994   | Le décor des canoës à Adventureland                              |
| dimanche 13 novembre 1994  |                                                                  |
| dimanche 20 novembre 1994  | Le décor du Château de la Belle au bois dormant                  |
| dimanche 27 novembre 1994  | Le décor du Temple du Péril avec Claude Brasseur                 |
| dimanche 4 décembre 1994   | Le décor du Bazar Adventureland                                  |
| dimanche 11 décembre 1994  | Le décor de Town Square                                          |
| dimanche 18 décembre 1994  |                                                                  |
| dimanche 25 décembre 1994  |                                                                  |
| dimanche 1er janvier 1995  | Le décor de la gare de Frontierland                              |
| dimanche 8 janvier 1995    | L'attraction Main Street Vehicles                                |
| dimanche 15 janvier 1995   |                                                                  |
| dimanche 22 janvier 1995   | Le décor de Discovery Arcade                                     |
| dimanche 29 janvier 1995   | Le décor de la gare de Frontierland                              |
| dimanche 5 février 1995    | Le décor du Lucky Nugget Saloon                                  |
| dimanche 12 février 1995   | Le décor d'Alice's Curious Labyrinth                             |
| dimanche 19 février 1995   | Le décor de Pirates des Caraïbes                                 |
| dimanche 26 février 1995   |                                                                  |
| dimanche 5 mars 1995       | Le décor de Liberty Arcade                                       |
| dimanche 12 mars 1995      | Le décor d'Adventurland                                          |
| dimanche 19 mars 1995      | Le décor de Frontierland                                         |
| dimanche 26 mars 1995      |                                                                  |
| dimanche 2 avril 1995      |                                                                  |
| dimanche 9 avril 1995      |                                                                  |
| dimanche 16 avril 1995     | Le décor du Pinocchio's Daring Journey                           |
| dimanche 23 avril 1995     | Le décor du Barbier de Main Street                               |
| dimanche 30 avril 1995     | Le décor de Big Thunder Mountain                                 |
| dimanche 7 mai 1995        | Le décor du City Hall de Main Street                             |
| dimanche 14 mai 1995       | Le décor de l'Orbitron                                           |
| dimanche 21 mai 1995       | Le décor du Nautilus                                             |
| dimanche 28 mai 1995       |                                                                  |
| dimanche 4 juin 1995       | Le décor de Space Moutain                                        |
| dimanche 11 juin 1995      | Le décor d'Autopia                                               |
| dimanche 18 juin 1995      | Le décor du Mark Twain                                           |
| dimanche 25 juin 1995      | Le décor de Space Moutain                                        |
| dimanche 2 juillet 1995    | Le décor du Nautilus                                             |
| dimanche 9 juillet 1995    | Le décor de Space Moutain                                        |
| dimanche 16 juillet 1995   | Le décor du Château de la Belle au bois dormant                  |
| dimanche 23 juillet 1995   | Le décor du Mike Fink Keel Boats                                 |
| dimanche 30 juillet 1995   | Le décor de l'île de Big Thunder Mountain                        |
| dimanche 6 août 1995       | Le décor de l'Hotel Cheyenne                                     |
| dimanche 13 août 1995      | Le décor du Wild West Show                                       |
| dimanche 20 août 1995      | Le décor du Phantom Manor                                        |
| dimanche 27 août 1995      | La capsule d'Appolo 11 au-dessus du bassin du Visionarium        |